# Franz Xaver Kraus (théologien)
Cet article traite du théologien et historien. Pour l'administrateur de camp de concentration, voir Franz Xaver Kraus.
Franz Xaver Kraus, né le 18 septembre 1840 à Trèves et mort le 28 décembre 1901 à Sanremo, est un théologien et historien catholique allemand.

## Biographie
Franz Xaver Kraus naît en 1840 à Trèves.
Prêtre en 1864, il devient professeur d’archéologie à l’université de Strasbourg (1872), et d’histoire ecclésiastique à celle de Fribourg (1878).
Franz Xaver Kraus meurt le 28 décembre 1901 à Sanremo. Ses obsèques sont célébrées en l'église du Campo Santo dei Tedeschi le 4 janvier 1902. Monseigneur Louis Duchesne prononce une allocution pour le repos de l'âme du défunt lors du service funèbre.

## Publications
Ses ouvrages, tous en allemand, sont : 
- les Origines de l'art chrétien (1872)[1].
- Manuel d’histoire ecclésiastique (1872 et plusieurs rééditions), traduit en français[1].
- Art et Antiquités en Alsace-Lorraine (1872-1896 ; 4 vol.)[1].
- Roma sotterranea (1873), adaptation allemande, du livre de Northcote et Brownlow[1].
- Encyclopédie des antiquités chrétiennes (1880-1886 2 vol.)[1].
- les Monuments artistiques du*Grand-duché de Bade (1887-1904 ; 6 vol.)[1].
- les Inscriptions chrétiennes des pays rhénans (1890-1894)[1].
- Histoire de l’art chrétien (1896-1900 ; t. I et II ; ouvrage continué par Sauer)[1].
- Dante, sa vie et son œuvre (1897), etc..[1].